# Piskî, Bahmaci
Piskî (în ucraineană Піски) este localitatea de reședință a comunei Piskî din raionul Bahmaci, regiunea Cernihiv, Ucraina.

## Demografie
Componența lingvistică a localității Piskî
     Ucraineană (99,42%)
     Alte limbi (0,58%)
Conform recensământului din 2001, majoritatea populației localității Piskî era vorbitoare de ucraineană (99,42%), existând în minoritate și vorbitori de alte limbi.